# Бейлис, Менахем-Мендель Тевьевич
Менахе́м-Ме́ндель Те́вьевич Бе́йлис (идиш מנחם מענדל בײליס‎ — Мена́хем-Мендл Бе́йлис; 1874 или 1862, Киев — 7 июля 1934, Саратога-Спрингс, Нью-Йорк) — васильковский мещанин Киевской губернии еврейского происхождения, обвинённый в ритуальном убийстве киевского мальчика Андрея Ющинского (1911). В ходе громкого судебного процесса, известного как «дело Бейлиса», был полностью оправдан.

## Биография

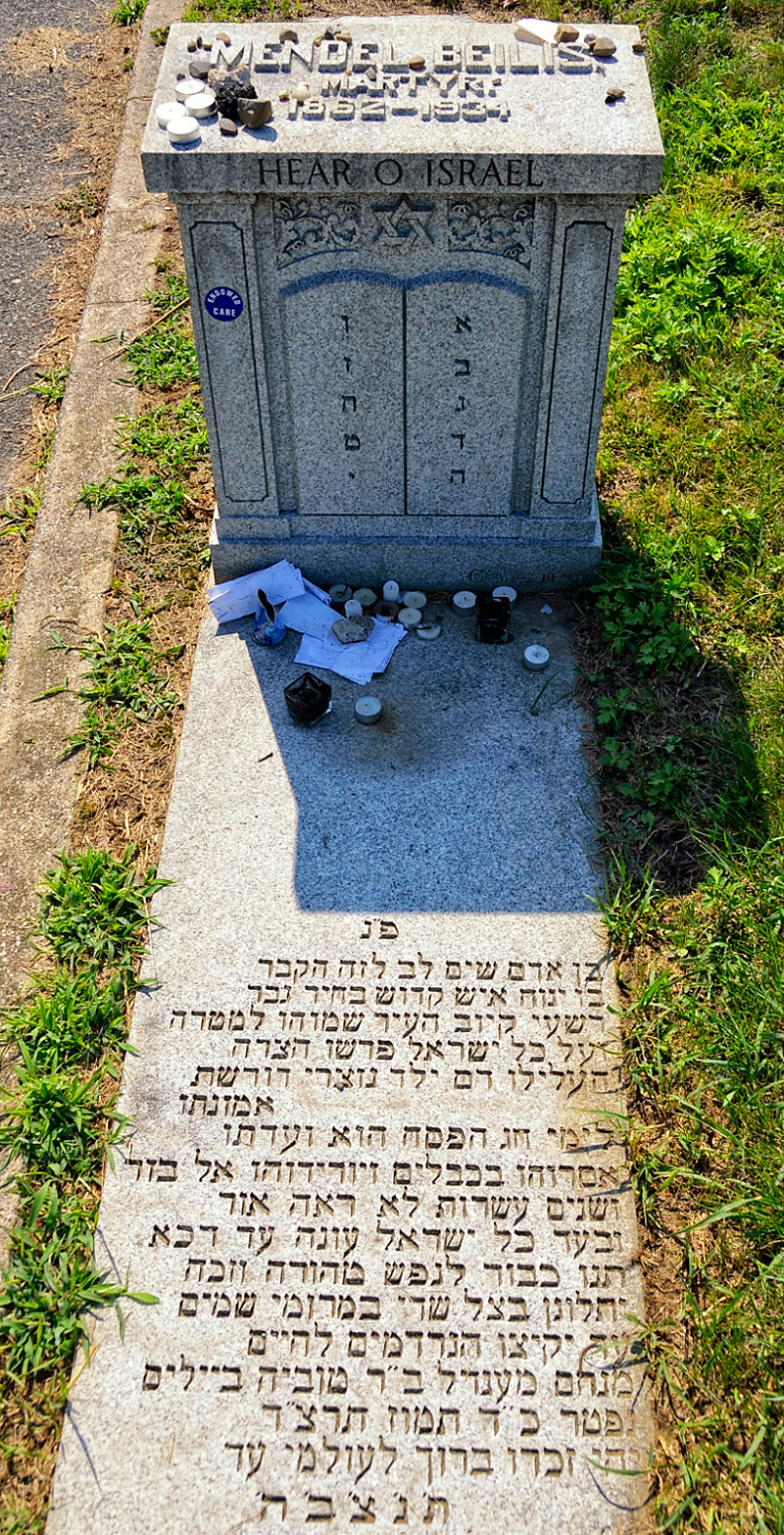
Памятник на могиле Бейлиса. Надгробная надпись гласит: «Человек! Обрати внимание на эту могилу, в которой покоится святой человек, отборный из людей. Злодеи города Киева избрали его своей целью и подвергли беде весь народ Израилев, возвели навет, что крови христианского ребёнка требует его вера от него и его единоверцев во дни праздника Песах. И заковали его в цепи, и посадили в яму, и долгие годы не видел он света дня, и за весь народ Израилев был он истязаем до полного унижения. Почтите же эту чистую невинную душу. Да покоится он под сенью Всевышнего на небесах до воскрешения всех усопших. Менахем Мендель сын Тувии Бейлис умер 24 Тамуза 5694 года. Да будет во веки благословенна память его, да будет душа его завязана в узел жизни»

Сын глубоко религиозного хасида, но сам к религии относился безразлично, не соблюдал большинства обрядов и работал по субботам. Вырос в деревне и служил в армии.
Отбыв военную службу, 22-летним молодым человеком Бейлис женился и устроился на работу на кирпичном заводе неподалёку от Киева, в браке родились четверо сыновей и одна дочь. Большую часть взрослой жизни он проработал приказчиком на заводе Зайцева, друга его отца. Он получал 50 рублей в месяц, но оплачивая обучение сына в русской гимназии и содержа многочисленную семью, был весьма беден и работал с утра до позднего вечера.
Находился в хороших отношениях с христианским населением и, в частности, с местным священником. Его репутация была настолько хорошей, что во время погрома 1905 года к нему пришли местные члены Союза русского народа с уверением, что ему бояться нечего.
Не надеясь улучшить свою более чем скромную жизнь, Бейлис имел честолюбивые планы для своего сына: чтобы иметь возможность определить его в гимназию, он продал корову, а жена его варила для столовников. Бейлис работал 12 часов в сутки, надзирал за погрузкой кирпича, вёл конторские книги, и вообще, исполнял любую работу.
В ночь с 21 на 22 июля 1911 года Бейлис был арестован у себя дома нарядом из 15 жандармских чинов по подозрению в убийстве Андрея Ющинского. Вместе с ним был задержан и 3 дня содержался в охранном отделении его 9-летний сын Пинхас, друживший ранее с Андреем. В качестве подозреваемого Бейлис просидел в тюрьме 2 года.
Следствие и судебный процесс над Бейлисом в Киеве 23 сентября — 28 октября 1913 года сопровождались, с одной стороны, активной антисемитской кампанией, а с другой — общественными протестами всероссийского и мирового масштаба. Дело Бейлиса стало самым громким судебным процессом в дореволюционной России.
28 октября 1913 года в 18 часов вечера Бейлис был оправдан. Тысячи людей собрались у дома Бейлиса, чтобы поприветствовать его.
Через некоторое время после оправдательного приговора Мендель Бейлис с женой и детьми уехал из России.
16 февраля 1914 года Бейлисы приехали в Хайфу. Жизнь Бейлиса и его семьи на новом месте поначалу складывалась удачно. Но после начала Первой мировой войны обстановка в Палестине была очень непростой, и Бейлис в 1920 году поселился в Нью-Йорке, США.
Бейлис скоропостижно скончался в одном из отелей курортного городка Саратога-Спрингс, неподалёку от Нью-Йорка, 7 июля 1934 года. Многие источники утверждают, что он умер 4 июля, но если перевести дату (24 тамуза 5694), указанную в эпитафии на могильном камне, то получим именно 7 июля. Два дня спустя Бейлис был похоронен на кладбище Маунт-Кармел в Куинсе, Нью-Йорк.
Написал книгу «История моих страданий». Книга вышла на идише и впервые переведена на русский язык была лишь в 2005 году.